# لبنى طه
لبنى حمدان طه رسامة وكاتبة ومصممة قصص أطفال فلسطينية. نفذت عدة رسومات لكتب أطفال مع دور نشر عربية، آخرها قصتي «أحمر» و «خروف وصوف» الصادرتين عن دار الأهلية للنشر والتوزيع بعمّان، الأردن. حازت على جائزة «اتصالات» لكتاب الطفل عن كتاب «ماما بنت صفي» في عام 2018، وهي إحدى أهمّ الجوائز المخصّصة لأدب الأطفال في العالم العربيّ وأبرزها.

## السيرة المهنية
تتميز رسومات لبنى طه بكثرة الزخارف واستخدام أقلام الرصاص والألوان الخشبية. تعمل لبنى على استخدام أدب الأطفال، مع الأطفال والمعلمين في المكتبات والمدارس، كنهج تعليمي يعتمد في أسلوبه على الخيال والاستكشاف. حازت على عدد من الجوائز في مجال رسوم أدب الأطفال. «ماما بنت صفي»، رواية مبسطة للأطفال، هي أول عمل ينشر للكاتبة عن دار السلوى، في عمّان / الأردن لعام 2018. تقيم لبنى بمدينة رام الله بفلسطين وهي متزوجة من الشاعر وكاتب قصص الأطفال «أنس أبو رحمة».

## الأعمال
قامت بتنفيذ وتصميم رسوماتٍ لعدد من قصص الأطقال منها:
- «قصة عن س ول»: «أنس أبو رحمة»، مؤسسة تامر للتعليم المجتمعي، 2019
- كتاب “بكل الحب من قلبي” : أنس أبو رحمة، “ورشة فلسطين للكتابة”، 2019.
- «ماما بنت صفي»: لبنى طه، رسومات: مايا فداوي، دار السلوى، في عمّان / الأردن في عام 2018[2]
- «يدان من الجنّة»: أمل ناصر، دار البنان، 2018
- «يالِلْـ..!»: أروى خميّس، إصدارات أروى العربية،2019
- «المتهم فأر» سماح أبو بكر، أصالة للنشر والتوزيع،2017
- "نصائح غير مهمة للقارئ الصغير: أنس أبو رحمة، عن مؤسسة تامر للتعليم المجتمعي، 2016
- أفكار في الحارة والدار الكاتب مؤسسة تامر للتعليم المجتمعي، 2014
- «مذكرات أطفال البحر» مؤسسة تامر للتعليم المجتمعي، 2014
- «حين يعود أبي» ل مايا أبو الحيات، أصالة للنشر والتوزيع، 2014
- «ديوان قوس قزح»: روز شوملي مصلح، بيت ساحور، 2014
- «رحلات عجيبة في البلاد الغريبة»: سونيا نمر، عن مؤسسة تامر للتعليم المجتمعي، 2013
- «أشجار للناس الغائبين»: أحلام بشارات، عن مؤسسة تامر للتعليم المجتمعي، 2013
- «نمولة»: زكريا محمد، مؤسسة تامر للتعليم المجتمعي، 2012
- «قصة قبل النوم»: مايا أبو الحيات، مؤسسة تامر للتعليم المجتمعي، 2011
- «أغنية البئر»: أنس أبو رحمة، عن مؤسسة تامر للتعليم المجتمعي، 2011[3]

## الجوائز
حصلت على عدة جوائز في منها:
- جائزة وزارة الثقافية الفلسطينية
- جائزة مؤسسة عبد الحميد شومان
- حازت على جائزة "اتصالات" السنوية ضمن فئة الكتابة عن قصة «ماما بنت صفي» - 2018
- حازت على جائزة "اتصالات" السنوية ضمن فئة أفضل كتاب للطفل عن كتاب «س ول» من تألبف «أنس أبو رحمة» والذي قامت بتنفيذ وتصميم رسوماته - 2019 [4]